# Andra kammaren

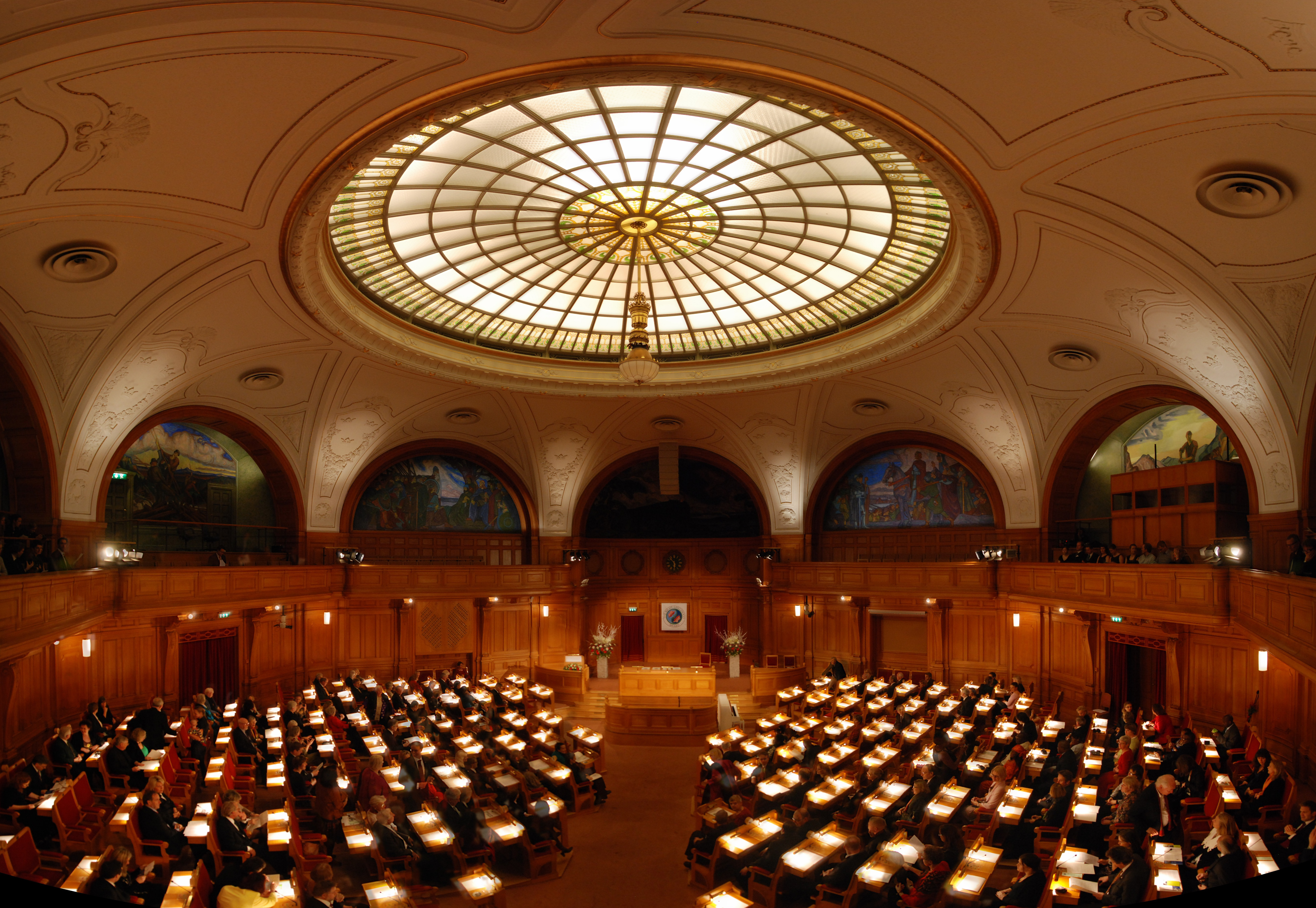
Andrakammarsalen i Riksdagshuset i Stockholm under en prisutdelning i december 2009. I taket syns Axel Törnemans freskomålningar.

Andra kammaren (förkortning: AK) var det direktvalda underhuset av den tvåkammarriksdag som Sverige hade åren 1867–1970. Kammaren hade vid sitt avskaffande 233 ledamöter, vilka valdes för fyraåriga mandatperioder med d’Hondts metod. De båda kamrarna hade samma befogenheter. Vid sista valet till andra kammaren, andrakammarvalet 1968, fick Socialdemokraterna mer än hälften av rösterna. (Om kamrarnas ställning gentemot varandra, om gemensamma omröstningar i finansfrågor och om parlamentarismen i detta system och svårigheterna med det under 1950-talet finns mer information i artikeln Tvåkammarriksdagen.)

## Tidigare regler om andra kammaren
Andra kammaren bestod tidigare (till exempel år 1916) av 230 ledamöter som valdes proportionellt. Valet gällde för tre år och förrättades i september året före treårsperiodens början, utom vid kammarupplösning, då det skedde genast. Ledamotskap av kammaren, som erhållits under en treårsperiod, gällde till periodens slut.

## Valrätt och valbarhet
År 1916 gällde följande regler för rösträtt till andra kammaren. Valrätt (rösträtt) tillkom året efter uppnådd 24 års ålder varje myndig, ej under konkurs ställd välfrejdad (besitter gott renommé) svensk man inom valkretsen, vilken ej häftade för fattigunderstöd från löpande eller näst förflutna kalenderåret, som erlagt sina under de tre sistförflutna kalenderåren till betalning förfallna skulder till stat och kommun och som fullgjort sina till och med utgången av nästförflutna kalenderåret åliggande värnpliktsövningar.
Valrätten till andra kammaren var inte inskränkt genom någon förmögenhetscensus. Den utövades omedelbart genom personlig inställelse, och varje valman hade en röst (lika valrätt). Valbarhetsvillkoren var desamma som för valrätt, och valbarheten till andra kammaren var inskränkt till dem, som hade valrätt inom valkretsen. Förändrade bostadsförhållanden medförde likväl ej förlust av riksdagsmannauppdraget under pågående period. Ledamot av andra kammaren fick inte avsäga sig riksdagsmannauppdraget, såvida han inte hade förfall, vars giltighet godkändes av konungens befallningshavande (länsstyrelsen).
I Sverige infördes kvinnlig rösträtt för val till riksdagens andra kammare 1921. Rösträtt till andra kammaren hade den svenska medborgare som fyllt 23 år året före valåret.

## Plenisalar

### 1867–1904

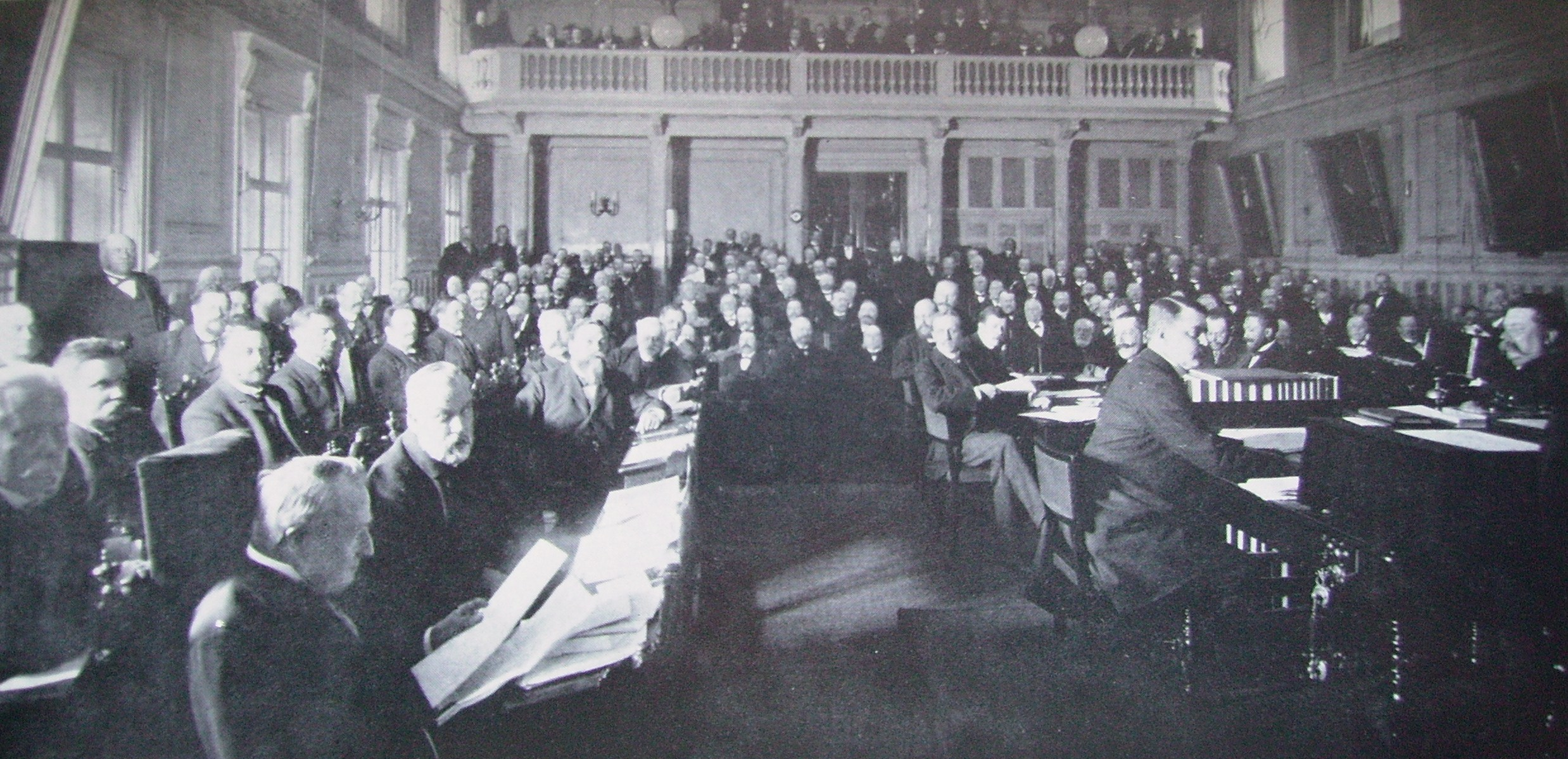
Session i andra kammaren år 1904.

Under dessa år höll riksdagen till på Riddarholmen i Gamla riksdagshuset, där andra kammaren förfogade över en egen plenisal.

### 1905–1970
1905 flyttade kammaren in i en egen plenisal i det då nybyggda riksdagshuset på Helgeandsholmen.

## Sekreterare i andra kammaren
Följande personer hade uppdraget som sekreterare i andra kammaren.
- 1867–1875: H. Husberg
- 1876–1878: G. Westdahl
- 1879–1885: H.A. Kolmodin
- 1886–1891: A.E.J. Johansson
- 1892–1894: Hjalmar Nehrman
- 1895–1901: Ernst Nathorst-Böös
- 1902–1908: Herman Palmgren
- 1909–1937: Per Cronvall
- 1938–1945: Sune Norrman
- 1946–1958: Gunnar Britth
- 1959–1970: Sune K. Johansson